# Mestisko
Mestisko es un municipio situado en el distrito de Svidník, en la región de Prešov, Eslovaquia. Tiene una población estimada, en septiembre de 2024, de 428 habitantes.
Está ubicado en cerca del río Ondava (cuenca hidrográfica del río Tisza) y de la frontera con Polonia.

## Demografía
| Año        | 1994 | 2004    | 2014    | 2024    |
| ---------- | ---- | ------- | ------- | ------- |
| Población  | 465  | 465     | 472     | 429     |
| Diferencia |      | −1,42 % | +1,50 % | −9,11 % |

| Año        | 2023 | 2024    |
| ---------- | ---- | ------- |
| Población  | 437  | 429     |
| Diferencia |      | −1,83 % |